# Conde de Idanha-a-Nova
Conde de Idanha-a-Nova, ou Conde das Idanhas, é um título nobiliárquico português criado por duas vezes, em famílias diferentes.
A primeira vez, por D. Filipe I de Portugal, por Decreto de 01.11.1582 e Carta de 02.01.1584, a favor de D. Pedro de Alcáçova Carneiro, secretário de D. João III e D. Sebastião I e Vedor da Fazenda de D. Sebastião I e de D. Filipe I.  O título não foi renovado na sua descendência.
A segunda vez, por D. Carlos I de Portugal, por Decreto de 17 de Junho de 1892, em favor de Jerónimo Trigueiros de Aragão Martel da Costa, 1.° Visconde do Outeiro.

## Conde de Idanha-a-Nova – 1ª Criação (1582)

### Titulares
1. D. Pedro de Alcáçova Carneiro, 1.º Conde de Idanha-a-Nova

### Armas
O escudo armas do Conde da Idanha era esquartelado: o I e IV de azul, alcáçova com três muralhas e cinco torres, tudo de prata, as portas, frestas e o lavrado de negro (Alcáçova); o II e o III de vermelho, banda de azul, perfilada de ouro, carregada de três flores de lis do mesmo e acompanhada de dois carneiros passantes de prata, armados de ouro (Carneiro).
Estas armas encontram-se num manuscrito na Biblioteca Nacional, intitulado "Tombo da comenda de Idanha-a-Nova de que e Comendador e Alcaide-Mór dom Pedro de Alcaçova Carneiro" (1577). O manuscrito tem, na capa, as armas do possuidor da comenda.

## Conde de Idanha-a-Nova – 2.ª Criação (1892)

### Titulares
1. Jerónimo Trigueiros de Aragão Martel da Costa, 1.º Conde de Idanha-a-Nova, 1.º Visconde do Outeiro;
2. Joaquim Trigueiros Osório de Aragão, 2.º Conde de Idanha-a-Nova, 2.º Visconde do Outeiro.

Após a Implantação da República Portuguesa e o fim do sistema nobiliárquico, usaram o título:
1. Joaquim Maria Trigueiros Coelho Frazão Osório de Aragão Martel, 3.° Conde de Idanha-a-Nova, 3.° Visconde do Outeiro;
2. Maria de la Salette Trigueiros Coelho Frazão Osório de Aragão Martel, 4.ª Condessa de Idanha-a-Nova, 4.ª Viscondessa do Outeiro;
3. Maria Angélica de Portugal Lobo Trigueiros de Aragão, 5.ª Condessa de Idanha-a-Nova, 5.ª Viscondessa do Outeiro;
4. Diogo de Portugal Trigueiros de Aragão, 6.° Conde de Idanha-a-Nova, 6.° Visconde do Outeiro.